# Anthem Sports & Entertainment
Anthem Sports & Entertainment Corporation es una compañía de radiodifusión y producción con sede en Toronto, Ontario, Canadá, propiedad de Sygnus Corporation y Fight Holdings Inc. Es una plataforma de medios global que posee y opera canales de televisión especializados de nicho y activos de medios digitales relacionados que atienden a un sector demográfico masculino. Todo el contenido está disponible en plataformas lineales, digitales y móviles. Anthem también tiene oficinas y estudios en la ciudad de Nueva York, Los Ángeles y Las Vegas.
Sygnus es propiedad exclusiva de Leonard Asper, expresidente y CEO de Canwest, quien se desempeña como presidente y CEO de Anthem. Fight Holdings Inc. es controlada por Edwin Nordholm, quien se desempeña como Vicepresidente ejecutivo de Anthem, y Loudon Owen.

## Historia

### Anthem Media Group
Anthem Media Group Inc. fue fundada en diciembre de 2010 por el incondicional de la transmisión canadiense Leonard Asper, a través de su adquisición de una participación mayoritaria en Fight Network.
El 10 de enero de 2013, Anthem compró una participación accionaria significativa en Pursuit Channel, la red de televisión de caza y pesca más grande de Estados Únidos.
En agosto de 2013, la compañía adquirió el canal estadounidense de deportes de combate My Combat Channel.
En agosto de 2013, Anthem también anunció la adquisición de RotoExperts y SportsGrid para reforzar su presencia en línea y proporcionar contenido para el lanzamiento de FNTSY Sports Network.
El 1 de marzo de 2014, Anthem lanzó FNTSY Sports Network, el primer canal de televisión del mundo dedicado a la industria de los deportes de fantasía.
En enero de 2015, Anthem anunció la adquisición de LuDawgs.com y renovó el sitio web de juegos de fantasía como DailyRoto.com.

### Anthem Sports & Entertainment
Anthem Media Group pasó a llamarse Anthem Sports & Entertainment en mayo de 2015.
En octubre de 2016, Anthem invirtió en la promoción profesional de lucha libre TNA. Fight Network era su socio de medios canadiense, y Anthem estaba prestando dinero de TNA durante 2016. El 4 de enero de 2017, Anthem adquirió una participación mayoritaria en TNA, formando la filial Anthem Wrestling Exhibitions; la marca TNA fue reemplazada a tiempo completo por Impact Wrestling, en referencia al título de la serie de televisión insignia de la promoción. Después de que Jeff Jarrett se reincorporó a la promoción como director creativo en jefe, Impact fue renombrado como GFW para "fusionarlo" con Global Force Wrestling de Jarrett y Anthem anunció su intención de adquirir sus activos, pero para el 23 de octubre de 2017, Anthem había cortado los lazos entre Jarret y la marca Impact.
También en octubre de 2017, Anthem lanzó un nuevo servicio de transmisión por suscripción conocido como Global Wrestling Network, que presentó contenido de archivo de TNA / Impact, así como otras promociones independientes. El 26 de junio se anunció que Peter Einstein se convertiría en el nuevo Jefe Oficial de operaciones de Anthem Sports & Entertainment Corp.. El 14 de agosto de 2018, Jeff Jarrett y su compañía Global Force Entertainment anunciaron que habían presentado una demanda contra Anthem en el Tribunal de Distrito de los Estados Unidos para el Distrito Medio de Tennessee por infracción de derechos de autor sobre el nombre GFW, ya que Jarrett poseía todas las propiedades de Global Force Wrestling desde su creación en 2014.
El 9 de septiembre de 2019, Anthem anunció que había adquirido una participación mayoritaria en los propietarios de las redes de cable estadounidenses AXS TV y HDNet Movies, con las partes interesadas existentes Mark Cuban y Anschutz Entertainment Group manteniendo participaciones de capital.

## Bienes

### Canales de televisión
- Edge Sport HD (con Trans World International, 80.5%)
- Fight Network
- Game+
- GameTV
- Pursuit Channel (dueño mayoritario)[20]
- AXS TV, LLC (dueño mayoritario; con Mark Cuban y Anschutz Entertainment Group como socios equitativos)
  - AXS TV
  - HDNet Movies

### Medios digitales
- Impact Plus

### Lucha libre profesional
- TNA Wrestling